# Julien Pierre Anne Lalande
Pour les articles homonymes, voir Lalande.
Julien Pierre Anne Lalande (né le 13 janvier 1787 au Mans et mort le 19 mai 1844 à Paris) est un vice-amiral français, grand officier de la Légion d'honneur et député. Une rue du Mans porte son nom.

## Biographie
Il participe aux opérations de l'escadre française du Levant au cours de la guerre d'indépendance grecque à la tête de différents navires ; après la fin de la guerre il prend le commandement de l'escadre à plusieurs reprises, par intérim ou officiellement.
En 1833, il épouse au Mans Françoise Joséphine Mauboussin. Le couple donne naissance à Louise qui deviendra peintre.
Il est notamment envoyé dans le Levant en 1839, dans le cadre de la crise d'Orient (1839-1841) à la tête d'une escadre de huit vaisseaux armés de 74 à 100 canons. Le gouvernement le fait revenir en France en 1840.
Il est député du Finistère de 1840 à 1844, siégeant dans la majorité conservatrice soutenant le gouvernement Guizot.
Il est inhumé au cimetière du Père-Lachaise (46e division).

## Opinions
Il professait comme théorie que la manœuvre n'était qu'un moyen et pas le but en lui-même. Celui-ci étant de gagner la bataille, il convenait d'améliorer ce qui permettait de l'obtenir : le canon. Il fit donc placer des hausses sur les canons, justifiant cette innovation en déclarant « je ne saurais comprendre quel avantage on peut avoir à ne pas viser le point que l'on veut atteindre… ». La direction de l'artillerie lui réclamant le remboursement du matériel qu'il avait ainsi dégradé, l'amiral de Rigny, ministre de la Marine le protégea.
Lalande se fit ensuite l'avocat de la platine à capsule, de l'étoupille fulminante permettant la mise à feu instantanée grâce à la percussion d'un marteau et de la « charge précipitée » consistant à introduire d'un seul coup les gargousses et le projectile dans l'âme de la pièce.